# 日本書道協会
日本書道協会（にほんしょどうきょうきょうかい）は、株式会社ユーキャンの傘下団体で、1973年4月に設立された団体。設立当初は通信教育の開講、運営のみを行っていたが、1975年8月、通信教育の受講有無にかかわらず入会が可能な正会員制度を設け、従来からの書道及び書写（いわゆる毛筆・硬筆）に関する通信教育のほか、書道団体として本格的な運営を始め、展覧会や講習会等の開催、技能認定、雅号授与などを行っている。会長は品川惠保。事務局は東京都新宿区高田馬場。

## 概要
一流一派を排し、古典を尊重することを基本方針としている。通信教育のように一定の課程をこなして修了とするものではなく、本部講師による任意課題の添削、手本作成や誌上コンクールによる日頃の書技向上のサポートや、技能認定審査、会員交流を通しての書技の向上を目指している。公募（だれでも出品可能）の総合書道展を毎年8月、地区別書道展を1～3月に開催している。一部（技量認定審査や公募展等）を除いて、これらのサービスは正会員として所属しないと利用できない。

## 技能認定審査
日頃の研鑽の成果や実力を試す機会として、協会独自の技能認定審査を実施している。この審査は誰でも受けることができる。試験方式は全段級位において、所定課題を自宅にて清書して提出する通信試験となっている。
- 試験部門
  - 毛筆漢字（8級～9段）
  - 毛筆かな（8級～9段)
  - かな臨書（8級～9段)
  - 筆ペン（5級～1級）
  - 実用ボールペン字（5級～1級）
  - 硬筆書道ボールペン字（5級～1級）
- 受験方法
  - 指定課題を自宅にて清書し、受験申込書とともに郵送にて提出する。提出期限はないので随時受付を行っている。
- 免許料
  - 受験時には受験料は不要であるが、合格すると免許料の納付が必要である。金額は受験段級位により異なり、各部門とも最下級（初回）は3,000円である。以降昇段級に応じて免許料も上がっていく。合格時に認定証とともに郵便振替用紙（コンビニ納付可能）が同封される。受験段級位に合格するまでは受験料が一切かからず何度でも再受験が可能で、不合格の場合でも添削指導書による指導も行われるシステムが特徴である。
- 飛び級
  - 他会での経験や段級位保有の有無にかかわらず、飛び級はしないので、順番に取得していく方式となっている。

- 合格した場合、認定証、添削指導書、免許料振込用紙が届く。別に手続き（有料）をしていない限り、作品そのものは返却されない。免許料の入金が確認された後、次段級位の申請書と課題が郵送で届くが、次段級位を受験するかは任意で提出期限もない。
- 不合格時、再受験用の申請書と課題、添削指導書が届く。不合格の場合は無料で、再受験は任意だが再受験時には添削指導書の添付が必要。

## 連鎖教室
連鎖教室開設の資格を取得したのち、所定の審査に合格すると日本書道協会の連鎖教室を開設することが認められる。合格者には看板と開設認可証が交付される。教室開設者向けの講習会も実施しているが、受講は任意である。
- 開設資格（いずれか片方を満たせばよい）
  - 正会員である者。
  - 技量認定審査で所定の段位に達し、教室開設資格案内状が届いた者。
- 認可登録料50,000円

## 雅号命名
正会員に加入すると申請を行うことにより雅号の命名を受けることができる。雅号の命名は任意で、申請には30,000円の申請料が必要である。技量認定審査で所定の段位に達し、雅号命名案内状が届いた者は、正会員でなくとも申請料を支払うことにより雅号の命名を受けることができる。